# 丹江牌香烟 (淅川县)
丹江牌香烟是中华民国时期，位于河南省淅川县李官桥镇的豫华烟厂（英語：YU WAH TOB CO.LTD.）出品的一款香烟。

## 烟标
烟标的底色是浅粉色，图案是蓝色，正版面是丹江山水和江上的轮船图案，副版面是乘风破浪向前行驶的轮船图案。其正版面的文字是英文，牌名为“丹江”的韦氏拼音，副版上的牌名和厂名既有英文和韦氏拼音，也有中文。
- 烟盒正面
- 烟盒背面